# Testament (film 1983)
Testament – amerykański film science-fiction z 1983 roku na podstawie opowiadania „The Last Testament” Carol Amen.

## Fabuła
Małe miasteczko koło San Francisco. Życie toczy się bardzo powoli i spokojnie. Tom Wetherly lubi jeździć na rowerze. Pewnego dnia mieszkańcy widzą coś na kształt... grzyba atomowego. Wybucha panika, ludzie są zdezorientowani, radio udziela zdawkowych informacji, telewizja milczy. Tom nie wraca do domu. Jego żona walczy o przetrwanie rodziny.

## Główne role
- Jane Alexander - Carol Wetherly
- William Devane - Tom Wetherly
- Rossie Harris - Brad Wetherly
- Roxana Zal - Mary Liz Wetherly
- Lukas Haas - Scottie Wetherly
- Philip Anglim - Ojciec Hollis Mann
- Lilia Skala - Fania Morse
- Leon Ames - Henry Abhart
- Lurene Tuttle - Rosemary Abhart
- Rebecca De Mornay - Cathy Pitkin
- Kevin Costner - Phil Pitkin

i inni

## Nagrody i nominacje
Oscary za rok 1983
- Najlepsza aktorka - Jane Alexander (nominacja)

Złote Globy 1983
- Najlepsza aktorka dramatyczna - Jane Alexander (nominacja)